# Puelia
Puelia  es un género de bambús  de la familia de las poáceas Es originario de África tropical.
Es el único género de la tribu Puelieae.

## Taxonomía
El género fue descrito por Adrien René Franchet y publicado en Bulletin Mensuel de la Société Linnéenne de Paris 1: 674.  1887.
Citología
El número cromosómico básico es x = 12, con números cromosómicos somáticos de 2n = 24. diploide.

## Especies
- Puelia acuminata
- Puelia ciliata
- Puelia coriacea
- Puelia dewevrei
- Puelia guluensis
- Puelia occidentalis
- Puelia olyriformis
- Puelia schumanniana
- Puelia subsessilis